# エベル・ウーゴ・アルメイダ・アルマダ
エベル・ウーゴ・アルメイダ・アルマダ（スペイン語: Ever Hugo Almeida Almada、1948年7月1日 - ）は、パラグアイとウルグアイの元サッカー選手、現サッカー指導者。元パラグアイ代表選手、元パラグアイ代表監督、元グアテマラ代表監督。選手時代のポジションはGK。

## クラブ歴
ウルグアイサルト県サルトに生まれた。1967年にCAセロで選手となった。
1972年にクラブ・グアラニーに移籍。翌年オリンピア・アスンシオンに移籍すると20年弱をこのクラブで過ごし引退した。オリンピアではコパ・リベルタドーレスに113試合出場、1979年大会と1990年大会では同大会優勝を記録。また、インターコンチネンタルカップを1979年に、スーペルコパ・スダメリカーナを1990年に、レコパ・スダメリカーナ1991のタイトルもオリンピアで獲得した、オリンピア全盛期を支えた選手であった。特にペナルティキックのセーブには秀でており、彼のセービングもあってこその国際タイトル獲得であった。

## 代表歴
ウルグアイ出身であるが、パラグアイに帰化。パラグアイ代表として代表に出場した。しかし、ロベルト・フェルナンデスがいたために出場機会はあまり多くは無かった。

## 監督歴
選手引退後はスポーツ紙で働いていたが、後に指導者に転身した。オリンピア、クラブ・ナシオナル、クルブ・ソル・デ・アメリカ、CSDムニシパルでは複数回監督を務めた他、パラグアイ代表監督としてコパ・アメリカ1999に、グアテマラ代表監督として2011 CONCACAFゴールドカップに出場した。